# Copper Cylinder Award
Der Copper Cylinder Award ist ein 2012 ins Leben gerufener, jährlich von der Sunburst Award Society vergebener kanadischer Literaturpreis. Mit ihm werden die besten im Vorjahr von kanadischen Autoren zum ersten Mal in englischer Sprache veröffentlichten Romane oder Kurzgeschichtensammlungen aus dem gesamten Bereich der Phantastik ausgezeichnet. Der Name des Preises bezieht sich auf den 1888 erschienenen Roman A Strange Manuscript Found in a Copper Cylinder von James De Mille, der als der erste kanadische Science-Fiction-Roman gilt. Die Preisträger erhalten einen gravierten Kupferzylinder als Trophäe.
Bereits seit 2001 existiert der analog strukturierte Sunburst Award, dessen Preisträger im Unterschied zum Copper Cylinder Award von einer Jury bestimmt werden.

## Liste der Preisträger
Es werden jeweils zwei Preise vergeben, jeweils für Erwachsenen- und Jugendliteratur. Stimmengleichheit bei Preisträgern wird durch einen trennenden Schrägstrich („/“) angezeigt.
Erwachsene
- 2018 Eden Robinson: Son of a Trickster
- 2017 Madeline Ashby: Company Town
- 2016 Silvia Moreno-Garcia: Signal to Noise
- 2015 Thomas King: The Back of the Turtle
- 2014 Guy Gavriel Kay: River of Stars
- 2013 Nalo Hopkinson: The Chaos
- 2012 Jo Walton: Among Others

Jugendliche
- 2018  Kari Maaren: Weave a Circle Round / S. M. Beiko: Scion of the Fox
- 2017  Ian Donald Keeling: The Skids
- 2016  Leah Bobet: An Inheritance of Ashes
- 2015  Caitlin Sweet: The Door in the Mountain
- 2014  Cory Doctorow: Homeland
- 2013  Lesley Livingston: Starling
- 2012  Lesley Livingston: Once Every Never